# Symphurus microlepis
Symphurus microlepis är en fiskart som beskrevs av Garman, 1899. Symphurus microlepis ingår i släktet Symphurus och familjen Cynoglossidae. Inga underarter finns listade i Catalogue of Life.